# Kaneelstekelstaart
De kaneelstekelstaart (Synallaxis cinnamomea) is een zangvogel uit de familie Furnariidae (ovenvogels).

## Verspreiding en leefgebied
Deze soort komt voor in noordelijk Venezuela en Colombia en telt zeven ondersoorten:
- S. c. carri: Trinidad.
- S. c. terrestris: Tobago.
- S. c. cinnamomea: Serranía del Perijá (noordoostelijk Colombia en noordwestelijk Venezuela).
- S. c. aveledoi: de oostelijke Andes van Colombia en de Andes van westelijk Venezuela.
- S, c. bolivari: kustgebieden van noordelijk Venezuela.
- S. c. striatipectus: kustgebieden van noordoostelijk Venezuela.
- S. c. pariae: Paria (noordoostelijk Venezuela).

## Status
De grootte van de populatie is niet gekwantificeerd maar de soort wordt omschreven als vrij algemeen. Op de Rode lijst van de IUCN heeft deze soort de status niet bedreigd.